# Aeropuerto Internacional de Alepo
El Aeropuerto Internacional de Alepo (IATA: ALP, OACI: OSAP) es un aeropuerto situado en las cercanías de la ciudad de Alepo, al norte de Siria. El aeropuerto sirve de base secundaria para la compañía Syrian Air.

## Terminal
El aeropuerto de Alepo cuenta con una terminal que combina el arte moderno con el islámico. Tiene una superficie total de 28.000 metros cuadrados y cuatro plantas. Cuenta con una capacidad máxima de 1,5 millones de pasajeros al año. En sus instalaciones cuenta con oficinas bancarias, cafetería, tienda libre de impuestos, oficinas de alquiler de coches y una oficina de SyriaTel.

## Aerolíneas y destinos
| Aerolíneas          | Destinos                                                |
| ------------------- | ------------------------------------------------------- |
| Cham Wings Airlines | Abu Dabi, Beirut, Damasco, Kuwait City, Sharjah, Ereván |
| FlyBaghdad          | Erbil                                                   |
| Mahan Air           | Teherán–Imán Khomeini                                   |
| Syrian Air          | Beirut                                                  |